# 깁슨 앰피시어터

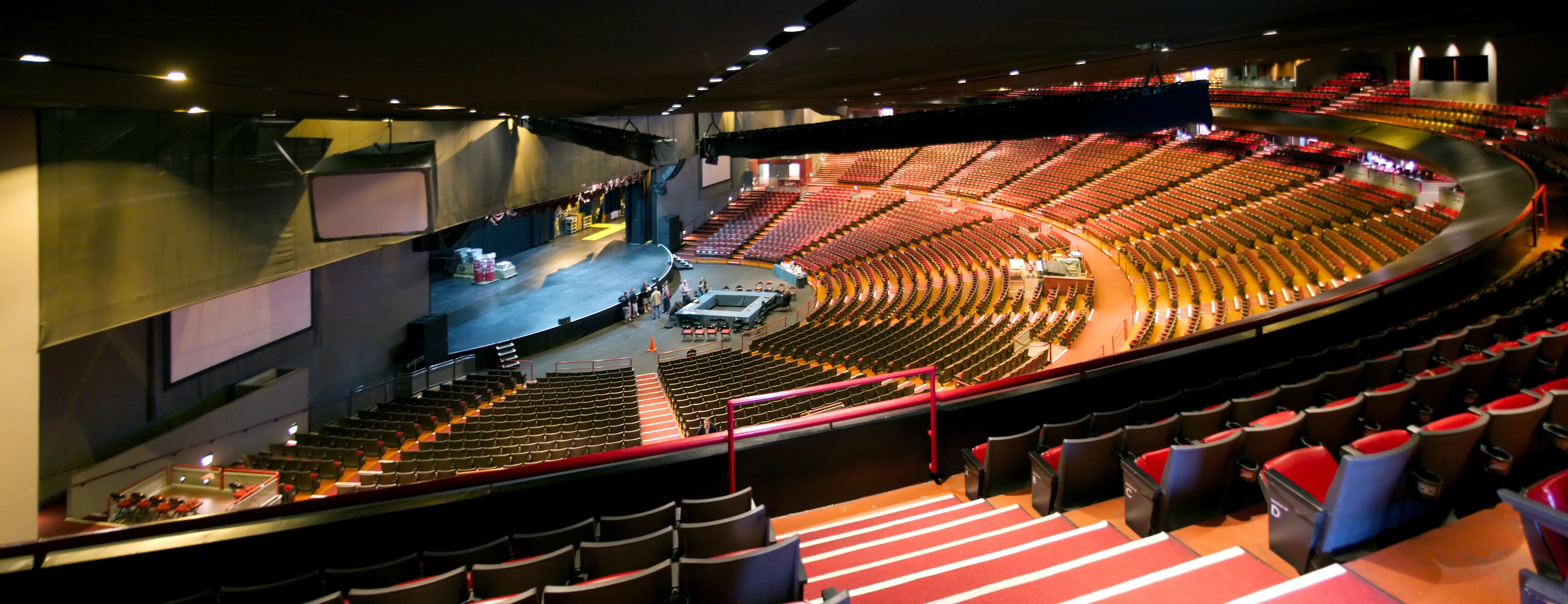
깁슨 앰피시어터

깁슨 앰피시어터(Gibson Amphitheatre)은 유니버설시티에 있는 반원형 극장이다. 1972년 야외 극장으로 문을 열었지만, 1982년 현재의 실내 극장으로 재구성하였다. 수용 인원은 1층 좌석 3,900명, 2층 좌석 2,189명으로 총 6,189석이다.